# Sybren Polet
Sybren Polet, pseudoniem van Sybe Minnema (Kampen, 19 juni 1924 – Amsterdam, 19 juli 2015), was een Nederlands dichter en schrijver van proza.

## Biografie
Polet volgde een opleiding tot leraar in Zwolle. Na de Tweede Wereldoorlog debuteerde hij onder zijn eigen naam met de dichtbundel "Genesis" (1946). Als Sybren Polet debuteerde hij in 1949 in het literaire tijdschrift Podium, waarvan hij van 1952 tot 1965 redacteur zou zijn. In 1961 verscheen zijn eerste roman: "Breekwater".
Zijn dichtwerk wordt tot dat van de Vijftigers gerekend. De stad Amsterdam speelt er een centrale rol in en de personages, aangeduid als Mr. Iks, Mr. X, en dergelijke meer, veranderen continu van gedaante.
Zijn proza had een sterk experimenteel en vernieuwend karakter, waarbij hij de grenzen tussen genres en de conventies inzake structuur en chronologie doorbrak: droom en werkelijkheid staan naast elkaar op hetzelfde niveau; heden, verleden en toekomst lopen in elkaar over; personages hebben geen vaste eigenschappen. Daarmee trachtte hij de complexiteit van het bestaan, dat allesbehalve statisch en rechtlijnig is, te verwoorden. Polet schreef ook toneelstukken en kinderboeken en stelde bloemlezingen samen van poëzie en sciencefiction (wellicht de eerste in hun soort in het Nederlands).
Sybren Polet overleed exact één maand na zijn 91e verjaardag. Zijn overlijden werd pas na de crematie bekendgemaakt.
In 2011 werd de Lokienprijs in het leven geroepen, vernoemd naar de bekende romanfiguur van Polet. De prijs is bedoeld voor het stimuleren van onconventioneel en vernieuwend Nederlandstalig proza, poëzie, essayistiek en toneeltekst. Aan de toekenning van de prijs is een bedrag van 5000 euro verbonden.
Vanaf 2018 wordt ook de Sybren Poletprijs toegekend: een prijs voor experimentele literatuur waaraan een bedrag van 35.000 euro is gekoppeld. De prijs zal elke drie jaar worden toegekend.

## Prijzen
- 1959 - Jan Campert-prijs voor Geboorte-stad
- 1959 - Poëzieprijs van de gemeente Amsterdam voor Vleselijke stad
- 1972 - Herman Gorterprijs voor Persoon/onpersoon
- 1973 - Busken Huetprijs voor Literatuur als werkelijkheid. Maar welke?
- 2003 - Constantijn Huygens-prijs voor zijn gehele oeuvre
- 2005 - Dirk Martensprijs voor Een geschreven leven

## Gedeeltelijke bibliografie
- Genesis (1946, dichtbundel)
- Demiurgasmen (1953, dichtbundel)
- De Steen (1957, sprookjesroman)
- Klein Kareltje wordt Keizer (1957, jeugdboek)
- De Vuurballons (1957, sciencefiction bloemlezing)
- De Stenen Bloedzuiger (1957, id.)
- Organon (1958, dichtbundel)
- Geboorte-Stad (1958, dichtbundel)
- Lady Godiva op scooter (1960, gedichten)
- Het Huis (1960, eenakter opgevoerd op het Avant-garde-festival van Brussel)
- Het warme Noorden (1960, bloemlezing uit de moderne Zweedse poëzie, samen met Amy van Marken)
- 1900-1950 (1960, bloemlezing uit de moderne buitenlandse poëzie in Nederlandse vertaling; in 1975 herdrukt als Door mij spreken verboden stemmen)
- De demon der eetzucht (1960)
- Konkrete Poëzie (1961)
- Breekwater (1961, roman)
- Verkenning in het onbekende (1964)
- Verboden tijd (1964)
- De koning komt voorbij (1965, "drama in drie stadia")
- Mannekino (1968, roman)
- Kikker en nachtegaal (1969, bloemlezing buitenlandse poëzie over Nederland en Nederlanders van de zeventiende eeuw tot heden)
- De Sirkelbewoners (1970, roman)
- Persoon/Onpersoon (1971, verzamelde gedichten)
- De man die een hoofd groter was (1971, sprookjes) (De boekomslag werd verzorgd door Ans Wortel)
- De geboorte van een geest (1974)
- Illusie & illuminatie (1975, dichtbundel)
- Adam X, een oratorium-collage met recitatieven, aria's, koren en koralen (1973)
- Droom van de oplichter: werkelijkheid (1977)
- Namen zijn nieuws (1977)
- Gedichten (1978)
- Ander proza (1978, bloemlezing van Nederlands "experimenteel proza")
- Een heel klein mannetje en andere sprookjes (1978)
- Xpertise, of De experts en het rode lampje (1978, roman)
- Een harde noot om te kraken (1982, onder de naam Henk Noriet)
- De poppen van het Abbekerker wijf (1983)
- Taalfiguren 1 en 2 (1983)
- Crito, ik ben de literatuur nog een haan schuldig, notities (1986)
- In de arena (1987, verhalen)
- Søren Kierkegaard: Dagboeken (1991)
- De creatieve factor, kleine kritiek der creatieve (on)rede (1993)
- Het gepijnigde haar (1994, verhalen)
- De andere stad, een labyrint (1994, roman)
- Taalfiguren 3 & 4 (1995)
- Stadgasten, anamorfosen (1997)
- De hoge hoed der historie, een geschiedboek (1999, roman; genomineerd voor de 2000)
- Veldwerk (2001, verhalen)
- Gedichten 1998-1948 (2001)
- Luchtwegen Nergenswind (2003)
- Tussen de zwarte en de witte pagina: de voorgeschiedenis van het moderne proza (2003)
- De dag na de vorige dag, een oversprong (2004)
- Een geschreven leven 1 (2004, autobiografie)
- Een geschreven leven 2 (2005, autobiografie)
- Een geschreven leven 3 (2005, autobiografie)
- Dader gezocht. Play in (2006)
- Avatar. Avader (2006)
- Bedenktijd. Een mozaïek (2007)
- Binnenstebuitenwereld (2008)
- Donorwoorden (2010)
- De Gouden Tweehoek (2011)
- Virtualia. Teletonen (2012)
- Het aaahh & ooohh van de verbonaut (2014)
- Zijnsvariaties. Verbovelden (2018)